# میومتر
میومتر، ماهیچه زهدان یا میومتریوم (انگلیسی: Myometrium) لایه میانی دیواره رحم است که عمدتاً از سلول‌های عضله صاف رحم به اضافه بافت حمایتی استرومایی و عروقی تشکیل شده‌است.
کارکرد اصلی ماهیچه رحم القای انقباضات رحمی است.